# Cztery córki
Cztery córki (ang. Four Daughters) – amerykański film fabularny z 1938 roku w reżyserii Michaela Curtiza. Kontynuacją filmu były Cztery żony (1939).

## Obsada
- Priscilla Lane jako Ann Lemp
- Rosemary Lane jako Kay Lemp
- Lola Lane jako Thea Lemp
- Gale Page jako Emma Lemp
- Claude Rains jako Adam Lemp
- John Garfield jako Mickey Borden
- Jeffrey Lynn jako Felix Deitz
- May Robson jako ciotka Etta
- Dick Foran jako Ernest Talbot
- Frank McHugh jako Ben Crowley

## Nagrody i nominacje
| Nazwa nagrody | Wygrane            | Nominacje |
| ------------- | ------------------ | --- |
| Oscar         | 1939 bez rezultatu | 1939 Najlepszy film wytwórnie Warner Bros. oraz First National Najlepszy aktor drugoplanowy John Garfield Najlepszy reżyser Michael Curtiz Najlepszy dźwięk Nathan Levinson Warner Bros. SSD Najlepszy scenariusz Julius J. Epstein oraz Lenore J. Coffee |